# Frédéric Braconier
Pour les articles homonymes, voir Braconier.
 Joseph Charles Frédéric (dit Frédéric) Braconier, né à Liège, le 5 janvier 1826 et y décédé le 27 mai 1912 fut un homme politique belge francophone libéral.
Il fut industriel. Fils de Joseph-Frédéric Braconier, il hérita notamment des charbonnages de son père (dont Horloz, Bacnure, Belle-Vue à Saint-Laurent), qu'il developpa davantage. 
Il fut conseiller communal à Liège, bourgmestre de Modave et membre du parlement,,.